# 上山バイパス
上山バイパス（かみのやまバイパス）は、山形県南陽市から山形市までの国道13号のバイパス道路である。

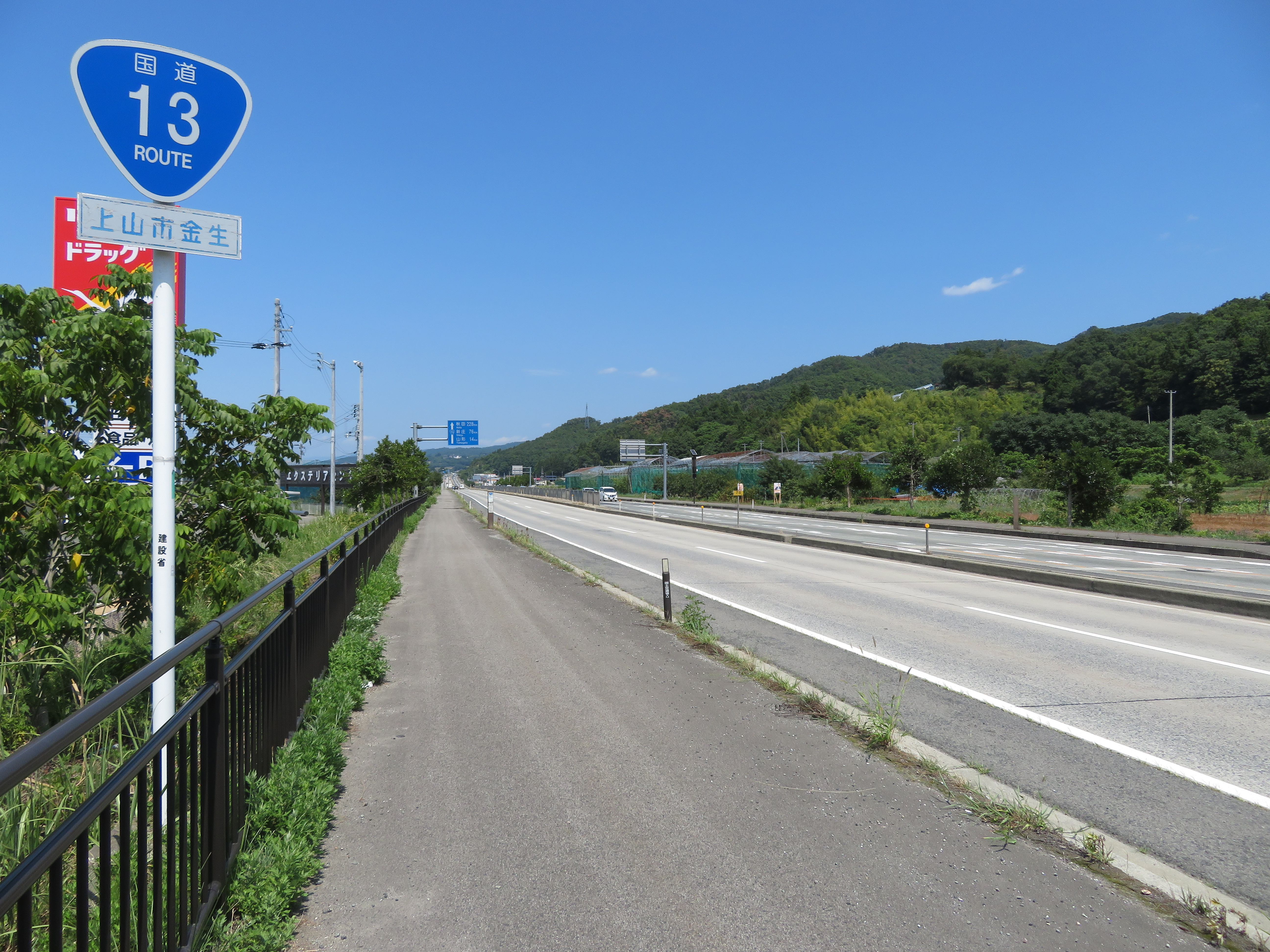
山形県上山市金生付近

## 概要
- 起点：山形県南陽市川樋
- 終点：山形県山形市蔵王半郷
- 全長：17.2 km
- 車線数：供用区間のうち、北よりの5.7 kmは片側2車線。南よりの11.5 kmは暫定片側1車線。

## 特徴

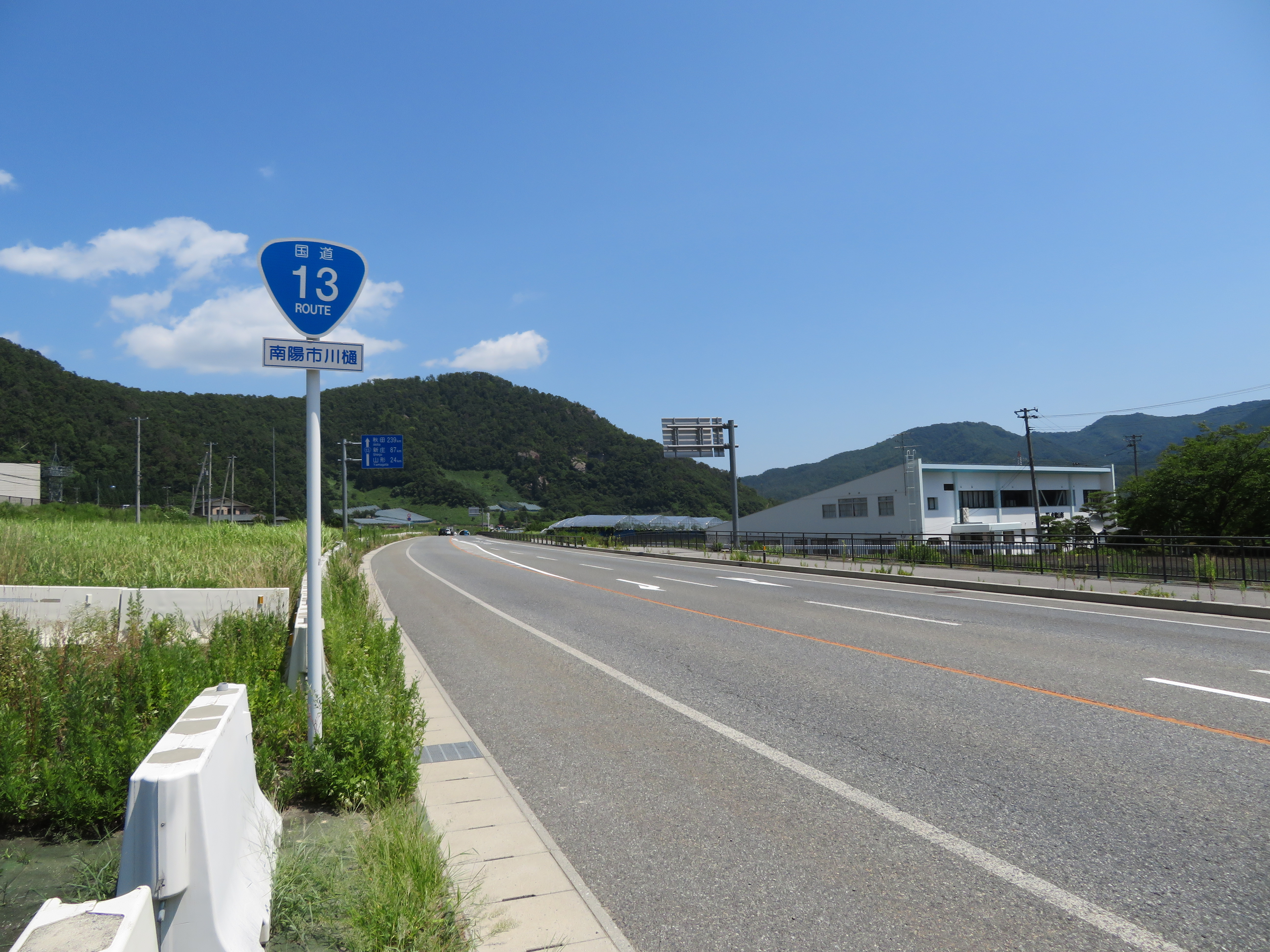
山形県南陽市川樋付近

- 南陽市から上山市にかけての区間は道路が国道13号1本しかなく、交通量が多いため繁忙期には渋滞が発生する。このため、上山市内や同市中山地区を迂回する道路が必要となり、上山バイパスの整備が計画された。
- 1969年（昭和44年）に事業着手し、山形市側から工事が進められ、順次供用を開始した。上山市中山から同市川口間1.2kmについては2007年（平成19年）12月21日供用を開始した。残りの南陽市川樋 - 上山市中山間5.5kmについては、2009年度の供用を目指して事業が進められていたが、地滑りの危険性があったために開通が遅れて、2010年（平成22年）12月12日に開通した。これにより全線開通した。

## 接続路線
- 国道458号（上山市藤吾）
- 東北中央自動車道（かみのやま温泉IC）
- 山形県道13号上山七ヶ宿線（上山市関根）
- 山形県道12号白石上山線（上山市金谷）
- 国道13号山形バイパス（上山市金瓶）

## 主なトンネルと橋

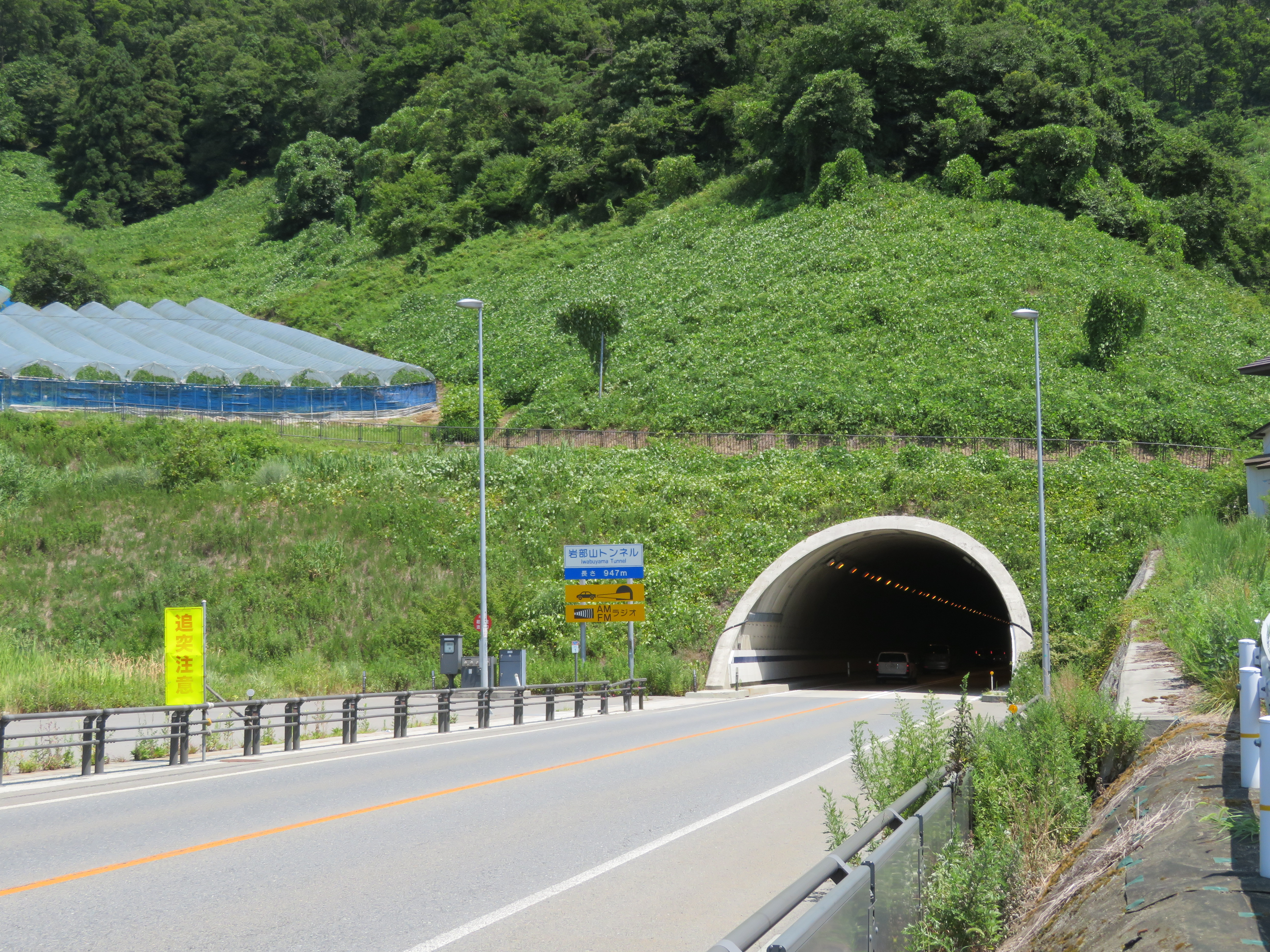
岩部山トンネル

- 岩部山トンネル (947 m)